# Majed Abu Maraheel
Majed Abu Maraheel (en árabe: ماجد أبو مراحيل‎, romanizado: Mājid ʿAbū Marāḥīl; Nuseirat, Franja de Gaza; 5 de junio de 1963 – Deir al-Balah, Franja de Gaza; 11 de junio de 2024) fue un atleta palestino.

## Carrera

### Atleta
| Año  | Evento                        | Sede                      | Posición | Evento       | Resultado | Ref   |
| ---- | ----------------------------- | ------------------------- | -------- | ------------ | --------- | ----- |
| 1995 | Gaza Olympic Day Run          | Franja de Gaza, Palestina | 1°       | 8 km         |           | [ 3 ] |
| 1995 | Campeonato Árabe de Atletismo | El Cairo, Egipto          | 10°      | 10,000 m     | 36:22.00  | [ 4 ] |
| 1996 | Juegos Olímpicos              | Atlanta, Estados Unidos   | 21°      | 10000 metros | 34:40.50  |       |

### Entrenador
Abu Maraheel luego de retirarse como atleta en los Juegos Olímpicos de Atlanta, pasó a ser entrenador de atletismo dentro del Comité Olímpico Palestino. Entre los corredores que entrenó están Bahaa al-Farra y Woroud Sawalha, los cuales participaron en el evento de 400 metros y 800 metros en Londres 2012.

## Muerte
En 2024 Abu Maraheel sufrió una insuficiencia renal mientras se encontraba en el campamento de Nuseirat. A causa de la guerra Israel–Gaza el tratamiento médico que recibía era limitado, y terminó muriendo a causa de la enfermedad el 11 de junio de 2024 a los 61 años.